# Месяц гордости
Ме́сяц го́рдости ЛГБТ (англ. LGBT Pride Month) — месяц памяти, который проходит в июне каждого года. Посвящён празднованию гордости лесбиянок, геев, бисексуалов и трансгендерных людей (ЛГБТ), а также движению за их права. Месяц гордости начал отмечаться после Стоунволлских бунтов, серии протестов 1969 года в США за освобождение геев. С тех пор праздник распространился за пределы Соединённых Штатов Америки.

## История

### Происхождение
Концепция Месяца гордости появилась после Стоунволлских бунтов, которые происходили в течение нескольких дней, начиная с 28 июня 1969 года. Беспорядки начались после полицейского рейда в Stonewall Inn, гей-бар, расположенный в Нижнем Манхэттене в Нью-Йорке. Активистам Марше П. Джонсон, Сильвии Ривере и Сторме ДеЛарвери приписывают подстрекательство к беспорядкам, хотя причастность к ним Джонсон оспаривается.

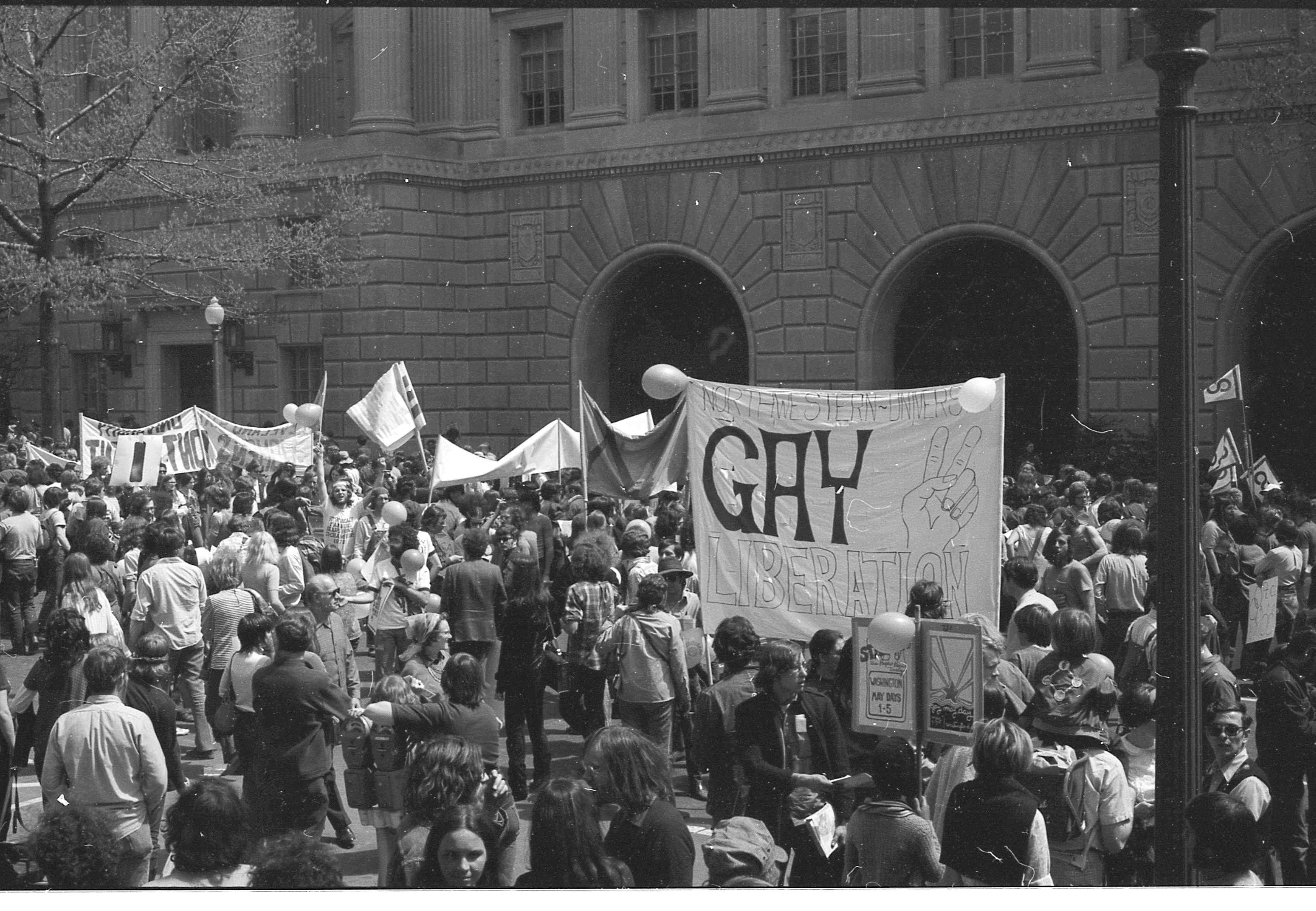
Акция протеста за освобождение геев 1970-х годов.

Через год после беспорядков в нескольких городах США прошли первые прайд-парады (с англ. — «парады гордости»). Марш в Нью-Йорке, направленный на празднование «Дня освобождения Кристофер-стрит», наряду с параллельными маршами по США, считается переломным моментом для прав ЛГБТ. Фред Сарджент, организатор некоторых из первых маршей, сказал, что их целью было почтить память Стоунволлских бунтов и способствовать дальнейшему освобождению геев. Он отметил, что, хотя первые марши были больше похожи на протест, чем на празднование, они помогли напомнить людям о ЛГБТ-сообществах и о том, что у них могут быть друзья и семьи. Примечательно, что трансгендерные женщины и цветные люди были исключены из первых маршей, несмотря на то, что первоначальные беспорядки за освобождение геев в основном состояли из них.

### Распространение и празднование

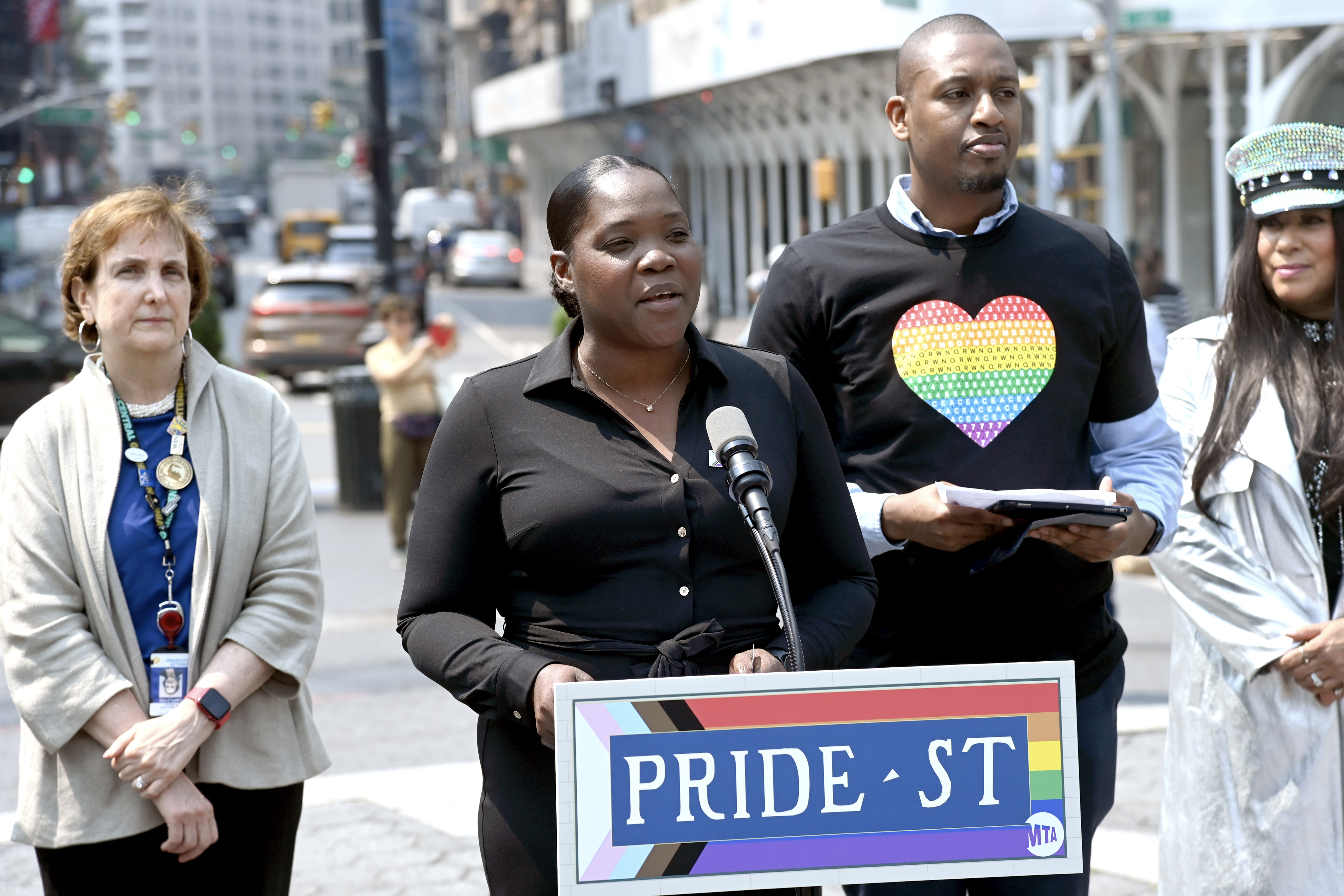
Столичное транспортное управление Нью-Йорка ежегодно отмечает Месяц гордости.

После Стоунволлских бунтов и первых прайд-парадов число представителей ЛГБТ быстро увеличилось, и через несколько лет ЛГБТ-движение распространилось по всем Соединённым Штатам Америки. По состоянию на 2020 год большинство празднований гордости в крупных городах мира проводится в июне, хотя в некоторых городах они проводятся в другое время года из-за того, что июньская погода может быть не оптимальна для подобных мероприятий.

## Признание
В июне 1999 года президент США Билл Клинтон объявил «годовщину Стоунволла, каждый июнь в Америке, Месяцем гордости геев и лесбиянок». В 2011 году президент Барак Обама расширил официально признанный Месяц гордости, включив в него всё ЛГБТ-сообщество. В 2017 году Дональд Трамп отказался продолжить федеральное признание Месяца гордости в США. В 2019 году он публично признал это в Твиттере, что позже Трамп использовал для своей прокламации президента. 
Вступив в должность президента США в 2021 году, Джо Байден признал Месяц гордости и пообещал продвигать права ЛГБТ в США, несмотря на то, что ранее голосовал в Сенате против однополых браков и школьного просвещения по теме ЛГБТ.

## Критика

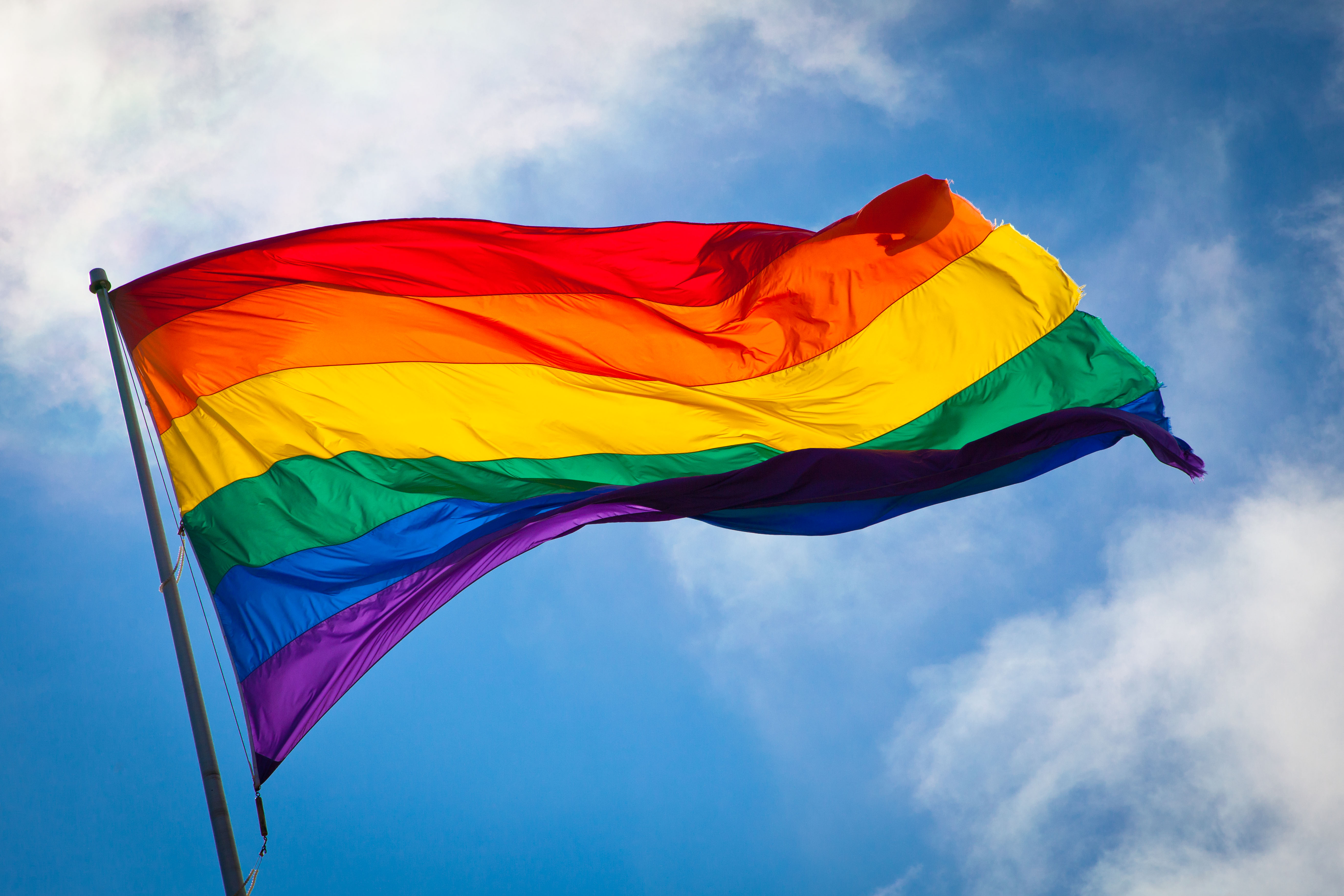
Радужный флаг стал символом ЛГБТ-культуры.

Некоторые критикуют Месяц гордости за то, что различные компании выпускают продукцию, посвящённую ему. Подобное поведение компаний критики называют слактивизмом, так как компании используют тему прав ЛГБТ как средство получения прибыли, не внося существенного вклада в движение. Другие критикуют кажущуюся лицемерную природу компаний, которые меняют профили в социальных сетях в тона радужного флага гордости, отказываясь при этом изменять их в странах и регионах, где нет широкого признания ЛГБТ.